# N700 (België)
De N700 is een gewestweg die volledig in de Belgische gemeente Bilzen ligt. Hij vormt een zuidelijke omleiding (de "Alden Biesensingel") van het centrum van Bilzen. De volledige weg bestaat uit 2x2 rijstroken met een middenberm tussen de twee rijbanen. De route heeft een lengte van ongeveer 3 kilometer.

## Traject
De N700 start waar de N730 de A13/E313 kruist, bij afrit (oprit) 31 (Bilzen-Hoeselt) van voornoemde snelweg, nabij de gemeentegrens met Hoeselt. De weg loopt ten zuiden van het centrum van Bilzen en kruist de N745 ongelijkgronds, zonder directe verbinding met deze weg (deze verbinding is wel mogelijk via de N701). De weg kruist de N2 met een rotonde en eindigt voorlopig op een rotonde bij de Bremakker. Het verdere traject naar Meershoven werd in 2016 aangelegd, en zal begin 2017 worden opengesteld. 